# 塔納-蘇河
塔納-蘇河（俄语：Тонас），是俄羅斯或烏克蘭的河流，位於該國南部克里米亞自治共和國，屬於比尤克-卡拉蘇河的支流，河道全長28公里，流域面積184平方公里。